# Секач
Секач (рум. Secaci) — село у повіті Арад в Румунії. Входить до складу комуни Беліу.
Село розташоване на відстані 395 км на північний захід від Бухареста, 71 км на північний схід від Арада, 121 км на захід від Клуж-Напоки, 109 км на північний схід від Тімішоари.

## Населення
За даними перепису населення 2002 року у селі проживали 200 осіб, усі — румуни. Усі жителі села рідною мовою назвали румунську.